# عزير
عُزَير وفق ما جاء في الإسلام هو رجل صالح، فيما يعتبره اليهود أنه من أنبياء بني إسرائيل. وردت قصة عزير في القرآن بأن الله أماته مائة عام ثم بعثه في قصته المعروفة الواردة في سورة البقرة، وقد جدد العزير دين التوحيد لبني إسرائيل وعلمهم التوراة بعد أن نسوها.

## نسبه
هو عزير (عزرا) بن شريه بن خلقيه بن عزريه بن شالوم بن صدوق بن أخطب بن أمريه بن عزريه بن يوحنان بن عزريه بن أخيمعص بن صدوق بن أخطب بن أمريه بن ماريوت بن زرحيه بن عازي بن بقي بن أبيشوع بن فنحاس بن العزار بن نبي الله هارون بن عمران بن قاهات بن لاوي بن يعقوب بن إسحاق بن إبراهيم.
عزير باللغة العبرية عزرا وتعني مُساعِد

## سيرته
ذُكر أن لما تراجعت بنو إسرائيل إلى القدس كان من جملتهم عزير وكان بالعراق، وقدم معه من بني إسرائيل ما يزيد على ألفين من العلماء وغيرهم، وترتب مع عزير في القدس مائة وعشرون شيخاً من علماء بني إسرائيل. ومرت الأيام على بني إسرائيل في فلسطين، وانحرفوا كثير عن منهج الله فبمعرفة الله الغيبية، أراد الله أن يجدد دينهم، بعد أن فقدوا التوراة ونسوا كثيرًا من آياتها. مر عزير على هذه القرية - وهي بيت المقدس على المشهور، بعد أن خربها بختنصر وقتل أهلها - وهي خاوية ليس فيها أحد، فوقف متفكرا فيما آل أمرها إليه بعد العمارة العظيمة، وقال كما ذكر في القران ﴿أَنَّىٰ يُحْيِي هَٰذِهِ اللَّهُ بَعْدَ مَوْتِهَا ۖ﴾وذلك لما رأى من دثورها، وشدة خرابها، وبعدها عن العود إلى ما كانت عليه.

## عزير في الإسلام

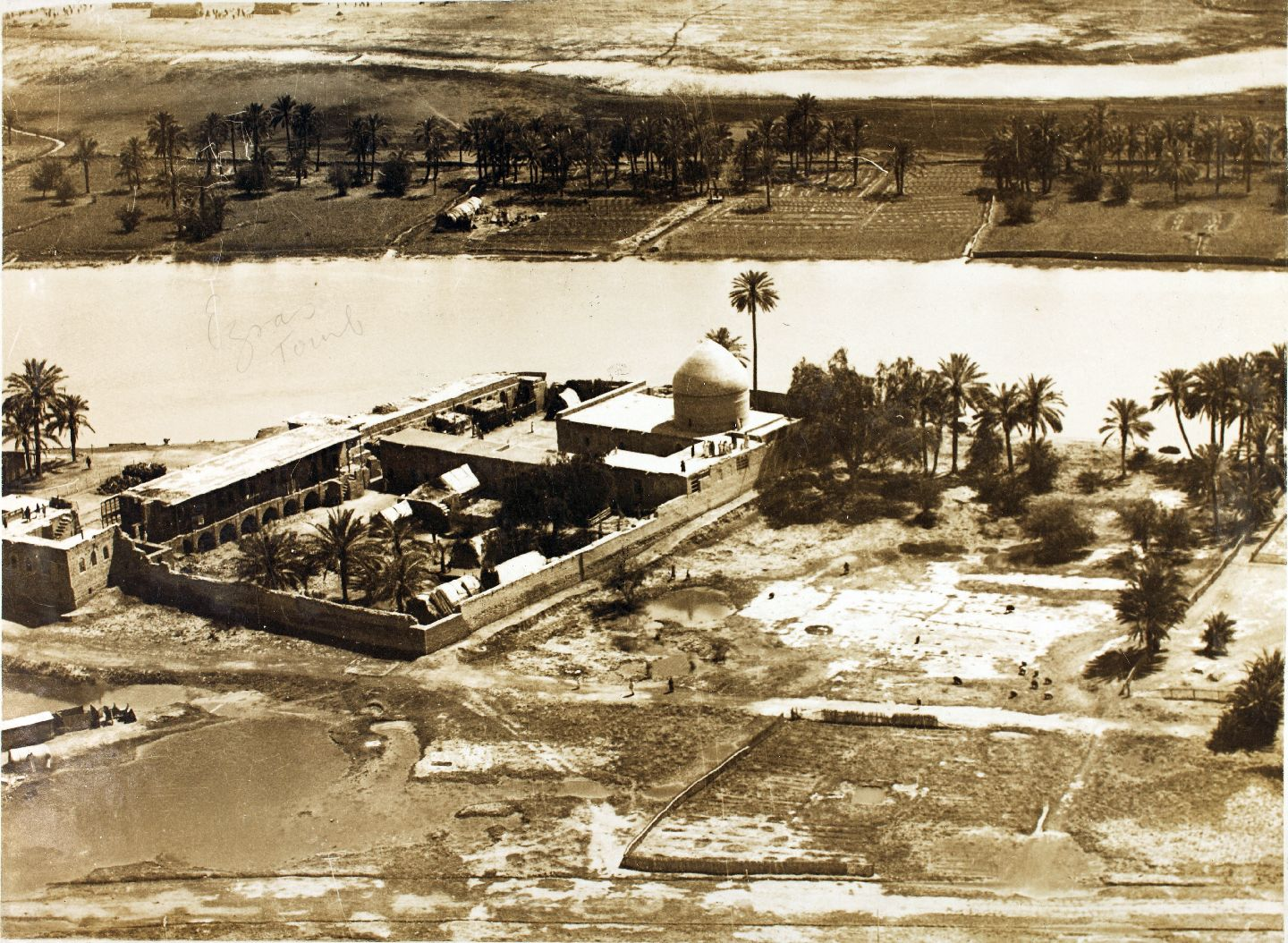
ضريح العزير في مدينة العمارة جنوب العراق عام 1924

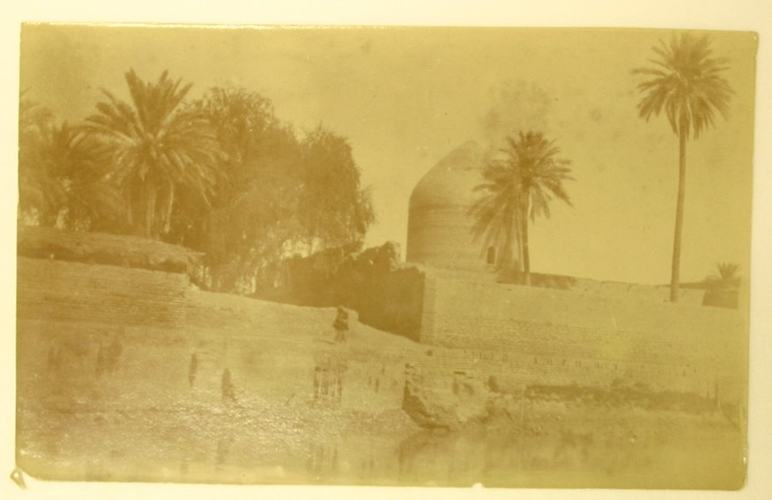
ضريح العزير في عام 1916

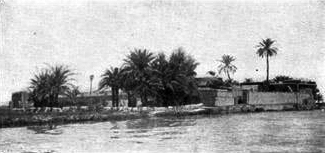
ضريح العزير جنوب العراق في مدينة العمارة

### في القرآن
كان عزير رجلا صالحا حافظا للتوراة، فبينما كان ماشياً على حماره في حين من الأثناء، مر عزير على قرية خاوية ليس فيها بشر. فوقف متعجبا، وقال:﴿أَنَّى يُحْيِي هَذِهِ اللَّهُ بَعْدَ مَوْتِهَا﴾ فأماته الله مئة عام. قبض الله روحه وهو نائم، ثم بعثه. فاستيقظ عزير من نومه. فأرسل الله له ملكا في صورة بشر:﴿قَالَ كَمْ لَبِثْتَ﴾ فأجاب عزير:﴿قَالَ لَبِثْتُ يَوْمًا أَوْ بَعْضَ يَوْمٍ﴾. نمت يوما أو جزءا من اليوم. فرد الملك:﴿قَالَ بَل لَّبِثْتَ مِئَةَ عَامٍ﴾. ويعقب الملك مشيرا إلى إعجاز الله عز وجل ﴿فَانظُرْ إِلَى طَعَامِكَ وَشَرَابِكَ لَمْ يَتَسَنَّهْ وَانظُرْ إِلَى حِمَارِكَ﴾ أمره بأن ينظر لطعامه الذي ظل بجانبه مئة سنة، فرآه سليما كما تركه، لم ينتن ولم يتغير طعمه أو ريحه. ثم أشار له إلى حماره، فرآه قد مات وتحول إلى جلد وعظم. ثم بين له الملك السر في ذلك ﴿وَلِنَجْعَلَكَ آيَةً لِّلنَّاسِ﴾. ويختتم كلامه بأمر عجيب ﴿وَانظُرْ إِلَى العِظَامِ كَيْفَ نُنشِزُهَا ثُمَّ نَكْسُوهَا لَحْمًا﴾ نظر عزير للحمار فرأى عظامه تتحرك فتتجمع فتتشكل بشكل الحمار، ثم بدأ اللحم يكسوها، ثم الجلد ثم الشعر، فاكتمل الحمار أمام عينيه، ﴿فَلَمَّا تَبَيَّنَ لَهُ قَالَ أَعْلَمُ أَنَّ اللّهَ عَلَى كُلِّ شَيْءٍ قَدِيرٌ﴾. ثم خرج إلى القرية، فرآها قد عمرت وامتلأت بالناس. فسألهم:هل تعرفون عزيرا؟ قالوا:نعم نعرفه، وقد مات منذ مئة سنة. فقال لهم:أنا عزير. فأنكروا عليه ذلك. ثم جاءوا بعجوز معمّرة، وسألوها عن أوصافه، فوصفته لهم، فتأكدوا أنه عزير. فأخذ يعلمهم التوراة ويجددها لهم، فبدأ الناس يقبلون عليه وعلى هذا الدين من جديد، وأحبوه حبا شديدا وقدّسوه للإعجاز الذي ظهر فيه، حتى وصل تقديسهم له أن قالوا عنه أنه ابن الله ﴿وَقَالَتِ الْيَهُودُ عُزَيْرٌ ابْنُ اللّهِ﴾. وقد ذكر الله قصته هذه في سورة البقرة الآية 259 حيث قال:﴿أَوْ كَالَّذِي مَرَّ عَلَى قَرْيَةٍ وَهِيَ خَاوِيَةٌ عَلَى عُرُوشِهَا قَالَ أَنَّى يُحْيِي هَذِهِ اللَّهُ بَعْدَ مَوْتِهَا فَأَمَاتَهُ اللَّهُ مِائَةَ عَامٍ ثُمَّ بَعَثَهُ قَالَ كَمْ لَبِثْتَ قَالَ لَبِثْتُ يَوْمًا أَوْ بَعْضَ يَوْمٍ قَالَ بَلْ لَبِثْتَ مِائَةَ عَامٍ فَانْظُرْ إِلَى طَعَامِكَ وَشَرَابِكَ لَمْ يَتَسَنَّهْ وَانْظُرْ إِلَى حِمَارِكَ وَلِنَجْعَلَكَ آيَةً لِلنَّاسِ وَانْظُرْ إِلَى الْعِظَامِ كَيْفَ نُنْشِزُهَا ثُمَّ نَكْسُوهَا لَحْمًا فَلَمَّا تَبَيَّنَ لَهُ قَالَ أَعْلَمُ أَنَّ اللَّهَ عَلَى كُلِّ شَيْءٍ قَدِيرٌ ۝٢٥٩﴾.

### في السنة النبوية
وفي السنة النبوية ،قال محمد بن إسحاق بن يسار، رحمه الله، في كتاب "السيرة": وجلس رسول الله يوما مع الوليد بن المغيرة في المسجد، فجاء النضر بن الحارث حتى جلس معهم، وفي المسجد غير واحد من رجال قريش، فتكلم رسول الله صلى الله عليه وسلم فعرض له النضر بن الحارث، فكلمه رسول الله صلى الله عليه وسلم حتى أفحمه، وتلا عليه وعليهم ﴿إِنَّكُمْ وَمَا تَعْبُدُونَ مِنْ دُونِ اللَّهِ حَصَبُ جَهَنَّمَ أَنْتُمْ لَهَا وَارِدُونَ﴾ إِلَى قَوْلِهِ:﴿وَهُمْ فِيهَا لَا يَسْمَعُونَ﴾، ثم قام رسول الله صلى الله عليه وسلم، وأقبل عبد الله الزبعرى السهمي حتى جلس، فقال الوليد بن المغيرة لعبد الله : والله ما قام النضر بن الحارث لابن عبد المطلب آنفا ولا قعد، وقد زعم محمد أنا وما نعبد من آلهتنا هذه حصب جهنم. فقال عبد الله : أما والله لو وجدته لخصمته، فسلوا محمدا: كل ما يعبد( من دون الله في جهنم مع من عبده، فنحن نعبد الملائكة، واليهود تعبد عزيرا، والنصارى تعبد عيسى ابن مريم؟ فعجب الوليد ومن كان معه في المجلس، من قول عبد الله بن الزبعرى، ورأوا أنه قد احتج وخاصم. فذكر ذلك لرسول الله صلى الله عليه وسلم، فقال: "كل من أحب أن يعبد من دون الله فهو مع من عبده، إنهم إنما يعبدون الشياطين ومن أمرتهم بعبادته
قال ابن عادل الحنبلي: جواب الذي ذكره رسول الله - صَلَّى اللَّهُ عَلَيْهِ وَسَلَّم َ - وهو أنهم كانوا يعبدون الشياطين. فإن قيل: الشياطين عقلاء ولفظ «مَا» لا يتناولهم، فكيف قال ذلك؟ قلنا: كأنه - عليه السلام - قال: لو ثبت لكم أنه يتناول العقلاء فسؤالكم أيضاً غير لازم من هذا الوجه.

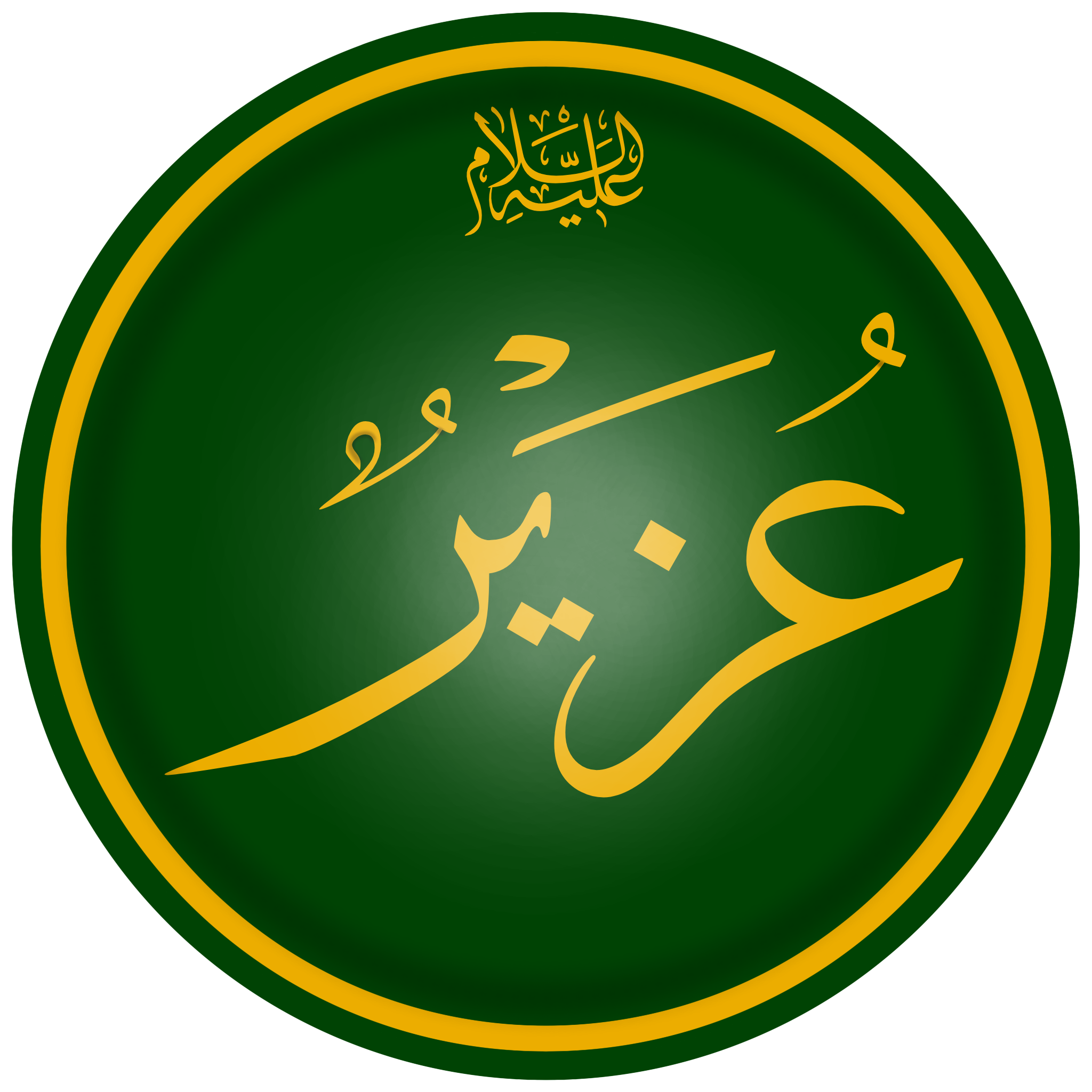
مخطوطة عزير عليه السلام

وروي في حديث آخر، عن عبد الله بن عباس:جاء عبدُاللهِ بنُ الزبعرى إلى النَّبيِّ صلى الله عليه وسلم، فقال:يا محمَّدُ، تزعُمُ أنَّ اللهَ أنزَل عليك هذه الآيةَ:﴿إِنَّكُمْ وَمَا تَعْبُدُونَ مِنْ دُونِ اللَّهِ حَصَبُ جَهَنَّمَ أَنْتُمْ لَهَا وَارِدُونَ﴾ [الأنبياء:98]، فقدْ عُبِدَتِ الشَّمسُ والقَمرُ والملائكةُ، وعُزَيْرٌ وعيسى صَلَواتُ اللهِ عليهم، أَوَكلُّ هؤلاء في النَّارِ مع آلهَتِنا؟ فأنزَل اللهُ عزَّ وجلَّ:﴿إِنَّ الَّذِينَ سَبَقَتْ لَهُمْ مِنَّا الْحُسْنَى أُولَئِكَ عَنْهَا مُبْعَدُونَ﴾ [الأنبياء:101]، ونزلت:﴿وَلَمَّا ضُرِبَ ابْنُ مَرْيَمَ مَثَلًا إِذَا قَوْمُكَ مِنْهُ يَصِدُّونَ﴾[الزخرف:57]، قال شعيب الأرناؤوط:إسناده قوي.
قال محمد الأمين الشنقيطي عن ذات الآية: "والآية المذكورة إنما عبر الله فيها بلفظة (مَا) التي هي في الموضع العربي لغير العقلاء ؛ لأنه قال:﴿إِنَّكُمْ وَمَا تَعْبُدُونَ﴾ ، ولم يقل:" ومن " تعبدون ، وذلك صريح في أن المراد الأصنام ، وأنه لا يتناول عيسى ولا عزيرا ولا الملائكة ، كما أوضح تعالى أنه لم يرد ذلك بقوله تعالى بعده:﴿إِنَّ الَّذِينَ سَبَقَتْ لَهُمْ مِنَّا الْحُسْنَى﴾.وإذا كانوا يعلمون من لغتهم أن الآية الكريمة ، لم تتناول عيسى بمقتضى لسانهم العربي ، الذي نزل به القرآن ، تحققنا أنهم ما ضربوا عيسى مثلا ، إلا لأجل الجدل ، والخصومة بالباطل
وذكر حديث أن حدثنا بشر، قال ثنا يزيد، قال:ثنا سعيد، عن قتادة، قال:لما ذكر عيسى في القرآن قال مشركو قريش:يا محمد ما أردت إلى ذكر عيسى؟ قال:وقالوا: إنما يريد أن نحبه كما أحبَّت النصارى عيسى. وقال آخرون:بل عنى بذلك قول الله عزّ وجلّ ﴿إِنَّكُمْ وَمَا تَعْبُدُونَ مِنْ دُونِ اللَّهِ حَصَبُ جَهَنَّمَ أَنْتُمْ لَهَا وَارِدُونَ﴾ قيل المشركين عند نزولها:قد رضينا بأن تكون آلهتنا مع عيسى وعُزَير والملائكة، لأن كل هؤلاء مما يعبد من دون الله قال الله عزّ وجلّ: ﴿وَلَمَّا ضُرِبَ ابْنُ مَرْيَمَ مَثَلا إِذَا قَوْمُكَ مِنْهُ يَصِدُّونَ ۝٥٧ وَقَالُوٓاْ ءَأَٰلِهَتُنَا خَيۡرٌ أَمۡ هُوَۚ﴾ .
وروي في حديث آخر عن سعيد بن جبير وعكرمة عن ابن عباس قال: أتى رسول الله صلى الله عليه وسلم جماعة من اليهود: سلام بن مشكم، والنعمان بن أوفى، وشاس بن قيس، ومالك بن الصيف، فقالوا:كيف نتبعك وقد تركت قبلتنا وأنت لا تزعم أن عزيرًا ابن الله؟ فأنزل الله عز وجل:﴿وَقَالَتِ الْيَهُودُ عُزَيْرٌ ابْنُ اللَّه﴾.
وفي كتاب تفسير مقاتل بن سليمان قال النبي- صلى الله عليه وسلم- لليهود: أدعوكم إلى الله- عز وجل- وأنذركم بأسه فإن تتوبوا يكفر عنكم سيئاتكم، ويؤتكم أجوركم مرتين. فقال كعب ابن الأشرف، وكعب بن أسيد، وحيي بن أخطب، وفنحاص اليهودي، من أهل قينقاع: أليس عزير ولد الله فأدعوه ولدا لله؟ فقال النبي- صلى الله عليه وسلم-: أعوذ بالله أن أدعو لله- تبارك وتعالى- ولدا. ولكن عزير عبد الله داخر: يعني صاغرا ، قالوا فإنا نجده في كتابنا وحدثتنا به آباؤنا، فاعتزلهم النبي
وفي كتاب جامع المسانيد والسنن رواه سعيد القرشى من طريق معتمر، عن ليث، عن عبد الملك بن عمير, عن أخيه طلحة: «قلت يا رسول الله إنى مررت على ملاء من اليهود، فقلت: أى قوم أنتم لولا أنكم تقولون عزير ابن الله، فقالوا: وأى قوم أنتم لولا أنكم تقولون: ما شاء الله وشاء محمد، فقال رسول الله صلى الله عليه وسلم صدقوا قد نهيتكم فلا تفعلوا.»

### في آثار السلف
روى ابن عساكر، عن ابن عباس أنه سأل عبد الله بن سلام عن قول الله تعالى:﴿وَقَالَتِ الْيَهُودُ عُزَيْرٌ ابْنُ اللَّه﴾[التوبة:30]. لم قالوا ذلك ؟ فذكر له ابن سلام ما كان من كتبه لبني إسرائيل التوراة من حفظه، وقول بني إسرائيل:لم يستطع موسى أن يأتينا بالتوراة إلا في كتاب، وإن عزيرا قد جاءنا بها من غير كتاب. فرماه طوائف منهم، وقالوا: عزير ابن الله
وعن ابن جرير وابن أبي حاتم، عن محمد بن كعب القرظي قال: إن اليهود والنصارى قالوا: اتخذ الله ولدا، وقالت العرب: لبيك لا شريك لك إلا شريكا هو لك تملكه وما ملك، وقال الصابئون والمجوس: لولا أولياء الله لذل، فأنزل الله هذه الآية: ﴿وقل الحمد لله﴾ إلى آخرها.
وعن كعب الأحبار، قال: دعا عُزَيرٌ ربَّه أن يُلَقّى التوراة كما أنزَل على موسى في قلبه، فأنزَلها الله عليه، فبعد ذلك قالوا:عزيرٌ ابن الله.
وعن وهب ابن منبه: كان عزير من السبايا التي سباها بخت نصر من بيت المقدس، فرجع إلى الشام فبكى على فقد التوراة، فنبئ وكان بخت نصر لما دخل إلى بيت المقدس قد أحرق التوراة وساق بني إسرائيل إلى بابل، فتلاها عزير عليهم فافتتنوا به، وقالوا: هو ابن الله.
وقد ذكر الجاحظ أن فريقًا من بقايا القائلين ببنوة عزير لله سبحانه كانوا لا يزالون في عصره باليمن والشام وداخل بلاد الروم. وقد ورد عند ابن حزم أن الذين كانوا يقولون ذلك هم طائفة الصدوقيين باليمن. وكانت بينه وبين مواطنه ابن الغزيلة اليهودي مجادلات من هذا النوع ، فلم لم يكذبه فيما قاله من أن طائفة من بني دينه تدين بنوة عزير لله.
وذكر المقريزي في كتابه المواعظ والاعتبار بذكر الخطط والآثار عند رحتله الى فلسطين, «وأما يهود فلسطين فزعموا أن العزير ابن الله تعالى»
ويذكر نشوان بن سعيد الحميري مجموعتين من اليهود الاولى العزيرية غلت في عزير حتى جعله ابن الله والثانية هي الأصفهانية زعمت أن عزيراً ابن الله على جهة التبنيمثل عقيدة تبني المسيح لدى بعض الطوائف المسيحية الهرطوقية, طائفة الأصفهانية او الأصبهانية اسم اخر للطائفة عيسوية التي تاسست في القرن الثامن وتقول المكتبة اليهودية الافتراضية بان اتباع أبو عيسى الأصفهاني اطلق عليهم اسم "الإيسافيين" أو "الأصفهانيين"، وكانوا لا يزالون موجودين في أصفهان في القرن العاشر وكان لها وجود في دمشق بالشام ايضا
وكذلك الطائفة اليودغانية التي انبثقت من عيسوية كان لها وجود في اصفهان عام 938.وتذكر الموسوعة الايرانية بان في تاريخ 1179 ظهرت طائفة يهودية جديدة في اصفهان بقيادة ابو سعيد بن داود الذي ادعى بانه مشيح
وقد ذكرا شبير أحمد العثماني طائفة العزيرية ايضا حيث قال: «وقد أخبرني بعض كبرائنا الثقات؛ أي: مخدومنا الحاج أمير شاه خان - رحمه الله - أنه بالغ في تفتيش ما زعمته يهود عصره في مسألة ابنية عزير عليه السلام، واجتهد في تحقيقه غاية الجهد، فتبرأ كل يهودي لقيه من هذا الاعتقاد الشنيع، حتى لقي بعض علمائهم ببيت المقدس وسأله، اعترف بأن فيهم شرذمة قليلة تزعم أن عزير ابن الله وهم موجودون الآن، وعددهم لا يزيد على مائة ألف في العالم، قال: ثم لقيت بعض الأفراد تلك الفرقة، وشافهتهم وهم في نهاية من الذلة والصغار، يقال لهم: العزيرية ولواحدهم العزيري فسألته، فأقر بما أخبرت به، وقال: نؤمن بأن عزير ابن الله من غير شك وتردد، تعالى الله عما يقولون علوًّا كبيرًا.»
فيما نجد أن موقف بعض مفسري القرآن الكريم يسير بشكل شبه مقارب للآراء السابقة. فالقرطبي على سبيل المثال علّق على هذه المسألة بقوله:(هذا لفظ خرج على العموم ومعناه الخصوص، لأنه ليس كل اليهود قالوا ذلك، وهذا مثل قوله تعالى:﴿الَّذِينَ قَالَ لَهُمُ النَّاسُ إِنَّ النَّاسَ قَدْ جَمَعُوا لَكُمْ فَاخْشَوْهُمْ فَزَادَهُمْ إِيمَانًا وَقَالُوا حَسْبُنَا اللَّهُ وَنِعْمَ الْوَكِيلُ ۝١٧٣﴾ سورة آل عمران، الآية 173. وقيل:إن من كان يقولها كانوا في زمان وقد انقضوا، وهذا متوجه للذم إليهم لأن بعضهم قد قاله، وعاضد هذا القول النقاش، فقال:(لم يبق يهودي يقولها بل قد انقرضوا).

## عقائد طوائف يهود في عزير

### معنى ابن الله
أشار ابن عطية: في معاني كلمة ابن الله لدى اليهود والمسيحيين أنهم يستعملوها على أساس أن الله رحيم وحنون مع شخص مثل الوالد مع ابنه ولكن هذا معنى مرفوض أيضا ويرجع ذلك لأنه الله لم يسمح لأحد ان يسمي نفسه أو غيره بأنه ابن الله.
ويقول رؤوفين فايرستون اليهودي هناك أدلة على وجود مجموعات من اليهود تبجل عزرا إلى حد أكبر من اليهودية السائدة، وهو ما يتناسب مع التفسير القائل بأن الآية تتحدث فقط عن مجموعة صغيرة من اليهود. يربط كتاب عزرا الثاني ، وهو كتاب غير قانوني يُنسب إلى الأسر البابلي، مكانة شبه إلهية أو ملائكية لعزرا.

### اليهود العرب وعزير
اقترح جوردون دارنيل نيوبي أن التعبير القرآني ربما يعكس تسمية عزرا المحتملة كأحد أبناء الله من قبل يهود الحجاز. ويلاحظ الباحث جوردون دارنيل نيوبي ما يلي حول موضوع عزير والملاك ميتاترون وبني إلوهيم (حرفيًا "أبناء الله"):
| عزير | .. يمكننا أن نستنتج أن سكان الحجاز في زمن محمد عرفوا أجزاءً على الأقل من سفر أخنوخ الثالث بالاشتراك مع اليهود. والملائكة الذين أصبح ميتاترون رئيسًا عليهم معروفون في تقاليد أخنوخ باعتبارهم أبناء الله، وبني إلوهيم، والمراقبين، والساقطين باعتبارهم المتسببين في الطوفان. وفي سفر أخنوخ الأول، وسفر عزرا الرابع، يمكن تطبيق مصطلح ابن الله على المسيح، ولكن في أغلب الأحيان يتم تطبيقه على الرجال الصالحين، الذين تعتقد التقاليد اليهودية أنه لا يوجد منهم أكثر صلاحًا من أولئك الذين اختارهم الله لنقلهم إلى السماء أحياء. ومن السهل إذن أن نتخيل أنه بين يهود الحجاز الذين كانوا متورطين على ما يبدو في التكهنات الصوفية المرتبطة بالمركبة ، يمكن وصف عزرا، بسبب تقاليد ترجمته، وبسبب تقواه، وخاصة لأنه كان مساويًا لأخنوخ باعتباره كاتب الله، بأنه أحد بني إلوهيم. وبطبيعة الحال، فإنه يناسب وصف الزعيم الديني (أحد أحبار القرآن 9:31) الذي رفعه اليهود. | عزير |

في سفر إسدراس الثاني بالنسخة السريانية ، يُطلق على عزرا اسم كاتب معرفة العلي.وفي عدة تقاليد يهودية يتحول اخنوخ البشري الى الملاك ميتاترونوفي تقاليد اخرى يسمه ميتاترون باسم "يهوه الاصغر" اي الله الصغيروتقول  الموسوعة المختصرة للإسلام بان بعض اليهود في شبه الجزيرة العربية ساوا بين عزرا واخنوخ الذي تحول الى ميتاترون
كما افترض مارك ليدزبارسكي ومايكل لودال وجود طائفة يهودية عربية كان تبجيلها لعزرا يقترب من تأليه.
ويذكر الحاخام آلن مالر أن هناك حديثاً في جامع الترمذي  ينص على أن اليهود يعبدون أحبارهم، لأنهم يقبلون ما يقوله أحبارهم على كلمة الله. ويؤكد أن هذا صحيح لأن اليهود الأرثوذكس يمارسون اليهودية بناءً على تفسير الحاخام للتوراة الشفوية. ويستشهد أيضًا بأن ابن عباس روى أن أربعة من اليهود يعتقدون أن عزير هو ابن الله.
ويقول البروفيسور موشيه إيدل وهو مؤرخ وفيلسوف إسرائيلي متخصص في التصوف اليهودي. وهو أستاذ فخري في الفكر اليهودي في الجامعة العبرية بالقدس.
في الواقع، وُصف بعض اليهود في القرآن الكريم، في الآية 30 من سورة التوبة، بشكل نقدي، بأنهم يؤمنون بنوع من البنوة يتعلق بشخصية عزير الغامضة، الذي وُصف بأنه ابن الله، بل إن المؤلفين المسلمين ذكروا أن بعض اليهود عبدوه على هذا الأساس. هذا يعني أنه قبل ظهور الأدبيات الباطنية الأشكنازية بوقت طويل، والتي سنناقشها لاحقًا في الفصل الثاني، والتي تتناول مفهومًا أقانيميًا مقابل فهم وطني للبنوة، كان لدى بعض اليهود مفاهيم أو حتى عبادة تتعلق بشخصية موصوفة بابن الله. هل تعكس هاتان الإشارتان إلى البنوة وضعًا تاريخيًا أوسع؟ من حيث المبدأ على الأقل، يجب أن ندرك الدور المحتمل الذي لعبته الأدبيات الشعرية الواسعة المكتوبة في أرض إسرائيل في أوائل العصور الوسطى، وتأثيرها على قصائد جنوب إيطاليا منذ القرن التاسع، وكذلك الدور الذي لعبه الشعر الديني الأشكناز في القرنين الحادي عشر والثاني عشر، في نقل الأساطير من الشرق إلى الغرب. وبما أن هذه الأدبيات غامضة للغاية، ولم يُحلل الكثير منها بعد من "ومن وجهة نظر مفاهيمية، فإنها قد تشكل جسراً محتملاً آخر بين القارات والفترات التاريخية.

#### يهود اليمن وعزير
هناك إشاعة بأن يهود اليمن يكرهون عزرا بسبب وجود قصة أن عزرا لعن يهود اليمن بسبب رفضهم الذهاب معه إلى الهيكل ولهذا لا يسموا بهذا الاسم ولكن كثير من الحاخامات اليمنيين اعتبروا ذلك قصة خيالية مثل الحاخام يوسف كاباه ، أحد أبرز علماء اليهودية اليمنية في القرن العشرين، الذي يعتقد أن هذا التقليد "بادوتا" ويسميه "هراء". ووفقا له، كان عزرا "محبوبًا وموقرًا من قبل اليهود اليمنيين بما لا يقل عن أي شخصية مركزية مذكورة في الكتاب المقدس"، وأطلق اسم "عزرا" على سكان اليمن على مر الأجيال. وكذلك هذا رأي الخاحام ماري حاييم كوريتش
وكما شكك عالم اليهود اليمني يهودا رضوي في مصداقية هذا التقليد. وقد قبل الادعاء بأن اسم "عزرا" لم يكن شائعًا بين اليهود اليمنيين، لكنه أكد أن الأسماء الشخصية في اليمن كانت مقتصرة على عدد قليل من الأسماء، وإلى جانب "عزرا"، لم يكن اليهود اليمنيون يُدعون "دانيال، نحميا، حزقيال، والعديد من الأسماء الأخرى"
افترض يوسف توبي أن الأسطورة نشأت لتبرير التقليد المستخدم في اليهودية اليمنية، والذي بموجبه يعيشون هناك بشكل مستمر منذ تدمير الهيكل الأول
واقترح هيرشبيرج فرضية أخرى، بناءً على كلام ابن حزم، وهي أن "الصالحين الذين يعيشون في اليمن يعتقدون أن عزيرًا هو ابن الله حقًا" وبحسب مصادر إسلامية أخرى، كان هناك بعض اليهود اليمنيين الذين اعتنقوا الإسلام واعتقدوا أن عزرا هو المسيح، ويمكن رؤيته بنفس الضوء الذي رأى فيه المسيحي يسوع، المسيح، ابن الله.

وتقول الموسوعة اليهودية المختصرة بان قول عزير ابن الله قد يكون تقليد شفوي لليهود اليمن ومرتبط بسفر إسدراس الثاني

#### يهود العراق وعزير
سجل الشاعر الأندلسي يهوذا الحارزي قصصًا سمعها في رحلته إلى الشرق الأدنى فيما يتعلق بقبر عزرا والضوء المنبعث منه, إضاءة تبدد الظلام السميك. وبسبب هذه الظاهرة يعتقد الناس أن مجد الرب يلمع عليه ، ويقوم به كثير من الناس, يتم سرد روايات مماثلة للضوء الصاعد من قبر عزرا في كتابات المسافر اليهودي في القرن الثاني عشر، بتاحية ريغنسبورغ ، الذي ذكر أن عزرا ، الكاتب ،مدفون على حدود أرض بابل. عندما يكون عمود النار فوق قبره ، لا يظهر الهيكل الذي نصب عليه بسبب السطوع فوق قبره . كما تم ذكر الإضاءة الغامضة لقبر عزرا في كتابات ياسين البيكاي في القرن الحادي عشر في كتيبه المختصر المتعلق بمواقع الحج النبيلة ، الحاخام يشاق الفراء من ملقة في عام 1414 م ، وبنيامين توديلا في القرن الثالث عشر.وبنيامين توديلا في القرن الثالث عشر.
ويذكر يعقوب القرقساني:«نادرًا ما تجد قرائيين اثنين يتفقان في الرأي في جميع الأمور؛ فكلٌّ منهما في أي نقطة تقريبًا يختلف في رأيه عن آراء الآخرين»

### يهود سوريا وعزير
ذكر الخاحام أبراهام عنتيبي بان في تادف في سوريا يوجد قبر عزرا الكاتب وكان اليهود في كل سنة يسافرون الى قبر من اجل الدعاء لقضاء الحاجيات

### عزرا كملاك
في سفر ملاخي الإصحاح 3:1 هانذا أرسل ملاكي. يقول الترجوم "بيد ملاكي الذي يدعى عزرا الكاتب". ترجوم يوناثان بن عزيئيل، عن عبارة "على يد ملاخي" (1: 1)، يعطي الشرح "الذي اسمه عزرا الكاتب". وباحتمال متساوٍ، تم التعرف على ملاخي مع مردخاي ونحميا وزربابل، ويبدو أن هذه الترجمة أدت إلى فكرة أن ملاخي، ويوحنا المعمدان، كانوا ملاكًا في شكل إنسان. وفي ديانة اليهودية تُلقب الملائكة بلقب بأنهم أبناء الله كما هو مذكور في كتاب أيوب 6:1 وهو أحد أجزاء التناخ.

### عقيدة بوجود الهين في التقاليد اليهودية
الكابالا هو نظام فكري صوفي يهودي نشأ في جنوب فرنسا وأسبانيا في القرنين الثاني عشر والثالث عشر. لا تعترف عقيدة الكابالا للألوهية إلا بإلهين - الإله الخفي، الإله العظيم اللانهائي الذي لا شيء؛ والإله الديناميكي للتجربة الدينية ويذكر التلمود البابلي بان اليشا بن ابوياه ظن بان ميتاترون اله ثاني وانه قراه كتب الصدوقيينويذكر التلمود البابلي حوار من يهودي يقول بانه يجب عبادة ميتاترون
| عزير | قال ر. نحمان: من كان ماهرًا في دحض المينيم مثل ر. إديث، 52 فليفعل ذلك؛ ولكن ليس بطريقة أخرى. قال أحد المينيين لـ ر. إديث ذات مرة: مكتوب، وقال لموسى: اصعد إلى الرب. 53 ولكن بالتأكيد كان يجب أن يقول، اصعد إلي! - أجاب ميتاترون 54 [الذي قال ذلك]، الذي يشبه اسمه اسم سيده، 55 لأنه مكتوب، لأن اسمي فيه. 56 ولكن إذا كان الأمر كذلك، [أجاب]، فيجب أن نعبده! ومع ذلك، أجاب ر. إديث أن نفس المقطع يقول: لا تتمرد 57 ضده، أي لا تبدلني به. ولكن إذا كان الأمر كذلك، 58 فلماذا قيل: إنه لن يغفر لك خطيئتك؟ 59 فأجاب: بصدقنا 60 لا نقبله حتى كرسول، 61 لأنه مكتوب، وقال له: إن لم يمضي حضورك [الشخصي] إلخ. 62 | عزير |

## قبور تنسب الى عزير والحج اليها
- في مدينة العيزرية شرق القدس المحتلة هناك قبر يعتقد أنه للعزير عليه السلام، وملاصق له مسجد «العزير»، وبجانبه أيضاً كنيسة الروم الأرثوذكس اليونانية.
- يعتقد أن ضريح العزير موجود في محافظة العمارة جنوب العراق.

## اشخاص او اشياء تم تاليهم من قبل اليهود
- عجل الذهب
- ميتاترون